# Auston Trusty
Auston Trusty (* 12. August 1998 in Media, Pennsylvania) ist ein US-amerikanischer Fußballspieler auf der Position eines Abwehrspielers, der speziell auf der Position des Innenverteidigers eingesetzt wird. Seit 2024 steht er bei Celtic Glasgow unter Vertrag.

## Vereinskarriere
Auston Trusty wurde am 12. August 1998 in der Kleinstadt Media, einige Kilometer westlich der Großstadt Philadelphia, im US-Bundesstaat Pennsylvania geboren und begann noch in jungen Jahren mit dem Fußballsport. Nachdem er bereits als Kind bei Nachwuchsausbildungsvereinen zum Einsatz gekommen war, spielte er auch ab seiner frühen Schulzeit für diverse Schulmannschaften, ehe er im Jahre 2011 an der Akademie des Major-League-Soccer-Franchises Philadelphia Union aufgenommen wurde. Im Laufe der Jahre durchlief er diverse Jugendspielklassen und besuchte ab 2013 auch die in diesem Jahr eröffnete YSC Academy in Wayne, Pennsylvania, die der Akademie des MLS-Franchises als High-School bzw. Ausbildungsstätte zur Verfügung steht.
Nach Jahren im Nachwuchsbereich und Einberufungen in verschiedene US-amerikanische Nachwuchsnationalauswahlen erhielt Trusty noch vor Beginn des Spieljahres 2016 einen Amateurvertrag beim erst ein Jahr zuvor gegründeten Bethlehem Steel FC, der als Partner und Farmteam von Philadelphia Union in der drittklassigen professionellen United Soccer League (USL) in Erscheinung tritt. Durch den Amateurvertrag blieb er weiterhin für eine spätere mögliche Karriere im College-Fußball spielberechtigt, wobei er sich zu diesem Zeitpunkt bereits für die University of North Carolina at Chapel Hill als weitere Station nach seiner High-School-Laufbahn entschieden hatte.
In weiterer Folge gab er am 10. April 2016 bei einer 0:4-Auswärtsniederlage gegen die New York Red Bulls II sein Debüt in der nordamerikanischen Drittklassigkeit, als er als Innenverteidiger bereits über die vollen 90 Minuten durchspielte. Daraufhin avancierte er zu einer Stammkraft in der Abwehrreihe von Bethlehem Steel und absolvierte bis Ende Juli, inklusive seines Debütspiels, insgesamt 12 Meisterschaftsspiele, von denen er in jedem über die volle Spieldauer am Rasen war. Dazwischen gehörte er in sechs Ligaspielen nicht zum offiziellen Kader. Durch seine Leistungen im Farmteam machte er auch die Verantwortlichen von Philadelphia Union auf sich aufmerksam und erhielt am 10. August 2016 vom MLS-Franchise einen Homegrown-Player-Vertrag, wodurch er einen Profistatus erhielt und aus diesem Grund nicht mehr für eine mögliche College-Karriere spielberechtigt war. Nach Derrick Jones war Trusty der zweite Spieler, der im Jahr 2016 einen solchen Vertrag bei The U, so der Spitzname des Franchises, unterschrieb.
In weiterer Folge war Trusty, dem Regelwerk entsprechend, für beide Mannschaften spielberechtigt und konnte abwechselnd in der drittklassigen USL und in der erstklassigen MLS eingesetzt werden. Bis zum Ende des Spieljahres 2016, das für den Bethlehem Steel FC die erste Meisterschaft nach der Gründung im vorangegangenen Jahr war, kam er daraufhin noch von August bis September in allen restlichen Meisterschaftspartien als Stammkraft über die volle Spieldauer zum Einsatz. Im Endklassement belegte er mit der Mannschaft den elften Rang in der Eastern Conference. Insgesamt kam er somit in 19 Meisterschaftsspielen in der USL zum Einsatz und saß in drei Ligaspielen der MLS uneingesetzt auf der Ersatzbank; dabei erstmals am 3. September 2016 bei 0:3-Auswärtsniederlage gegen  Chicago Fire. Außerdem saß er im einzigen Spiel von Philadelphia in den saisonabschließenden Play-offs, in der K.-o.-Runde ohne Einsatz auf der Bank.
Ende Januar 2022 wechselte Trusty zum englischen Erstligisten FC Arsenal, wurde jedoch direkt wieder an Colorado Rapids ausgeliehen. Anfang Juli 2022 verlieh ihn Arsenal für die volle Spielzeit der EFL Championship 2022/23 an den englischen Zweitligisten Birmingham City.
Im Sommer 2023 wechselte er zu Sheffield United.
Ein Jahr später wurde Trusty an Celtic Glasgow nach Schottland transferiert.

## Nationalmannschaftskarriere
Einen Großteil seiner Nachwuchskarriere verbrachte Auston Trusty bei den verschiedenen US-amerikanischen Fußballnationalauswahlen. Anfang Mai 2015 wurde er unter anderem für ein Trainingscamp in New Jersey erstmals vom damaligen U-17-Nationaltrainer Richie Williams in die US-amerikanische U-17-Nationalmannschaft berufen. In weiterer Folge nominierte ihn Williams auch in das Aufgebot, das, als Vorbereitung auf die von Oktober bis November stattfindende U-17-Fußball-Weltmeisterschaft 2015, am Suwon Continental Cup in Südkorea teilnahm. Im weiteren Verlauf des Jahres nahm er mit dem U-17-Kader unter anderem auch noch an Turnieren, die großteils zur Vorbereitung auf die WM-Endrunde dienten, in Tschechien und Frankreich teil und war am finalen Trainingscamp der US-amerikanischen U-17-Nationalmannschaft in Mexiko-Stadt beteiligt, ehe es für ihn als Teil des 21-köpfigen US-amerikanischen Spieleraufgebots zur WM-Endrunde nach Chile ging. Bei der dortigen Endrunde setzte ihn Williams in zwei der drei Gruppenspiele ein; das zweite Gruppenspiel versäumte er aufgrund einer Sperre nach dem Erhalt der Roten Karte im ersten Spiel. Mit den US-Amerikanern schied er daraufhin als Letzter der Gruppe A frühzeitig vom Turnier aus.
Bereits im darauffolgenden Januar 2016 war Trusty Teil der US-amerikanischen U-19-Junioren und nahm unter U-19-Nationaltrainer Brad Friedel unter anderem an der im Januar stattfindenden Copa de Athletico auf den Kanarischen Inseln teil. Bereits zwei Monate später nahm er mit dem U-20-Nationalteam der Vereinigten Staaten am großen texanischen Nachwuchsturnier Dallas Cup teil und absolvierte auch danach unter Trainer Tab Ramos zahlreiche Einsätze im U-20-Nationalkader. So unter anderem kurz nach der Beendigung seiner Ausbildung an der Akademie im Juni 2016 in allen drei Spielen beim NTC Invitational Tournament im Juli 2016 in Kalifornien. Nach der Teilnahme am COTIF Tournament 2016 zwischen Juli und August blieb es in den darauffolgenden Monaten weitgehend ruhig um den Nachwuchsfußballspieler aus Pennsylvania. Erst im Dezember 2016 holte ihn Tab Ramos wieder für ein Trainingscamp mit zwei Freundschaftsspielen in Costa Rica in den US-amerikanischen U20-Nationalkader. Am 24. März 2023 debütierte er für die A-Nationalmannschaft.

## Erfolge
mit Celtic Glasgow:
- Schottischer Meister: 2025
- Schottischer Ligapokal: 2025